# Phénacite
La phénacite est une espèce minérale du groupe des silicates, sous-groupe des nésosilicates. Sa formule chimique est Be2SiO4. La phénacite appartient au système cristallin trigonal, son réseau est rhomboédrique, son groupe d'espace R 3.
La structure consiste en un réseau tridimensionnel de tétraèdres comportant de façon ordonnée deux cations de béryllium et de silicium ; elle est classée parmi les nésosilicates dans la classification de Machatski-Bragg, mais parmi les tectosilicates dans la classification de Zoltai.

## Étymologie
A cause de sa grande ressemblance avec le quartz sous sa forme incolore, son nom dérive du mot "phenax" qui signifie "trompeur" en grec.

## Critères de reconnaissance
Les traits distinctifs de ce minéral sont sa forme cristalline et sa dureté.
Pour ce qui est des propriétés optiques de la phénacite, elle est transparente à translucide. Son éclat est vitreux. Cette espèce minérale est le plus souvent incolore, ce qui lui vaut alors sa ressemblance avec le quartz, mais elle peut également être trouvé sous sa forme coloré. Elle prend alors des teintes blanche, jaune, bleuté, rosâtre ou brune.
Son indice de réfraction va de 1,650 à 1,670 tandis que sa biréfringence est de 0,017. On observe au microscope en lumière polarisé un pléochroïsme qui est très faible et elle ne montre pas de fluorescence. Une fois réduite en poudre, la phénacite présente une trace blanche.
Pour ce qui est de ses propriétés physiques, la phénacite a un poids spécifique de 3,0.
Ce minéral, qui peut rayer du verre, a une dureté comprise entre 7,5 et 8 sur l'Échelle de Mohs.
On peut y observer des clivages prismatiques. Soumis à un effort mécanique, le minéral se casse selon un plan de cassure conchoïdale, comportant des stries concentriques rappelant les lignes de croissances d'un coquillage.
Ses cristaux sont de forme trapus et sont composés généralement d'une multitude de faces. Elles peuvent être striés longitudinalement. De plus, les cristaux sont de forme rhomboédrique à leurs extrémités.

## Gisement
Bien que beaucoup plus rare que le Béryl, la phénacite peut-être trouvée dans les mêmes conditions que ce dernier. Ainsi, on peut en trouver dans les roches métamorphiques contenant du béryl ainsi que dans les filons hydrothermaux. C'est un minéral de Béryllium rare dans les cavités des granites et dans les pegmatites granitiques en association avec le béryl, la topaze et l'apatite.